# Древесная саламандра
Древесная саламандра (лат. Aneides lugubris) — вид хвостатых земноводных из семейства безлёгочных саламандр.
Общая длина достигает 7,5—12 см. Голова довольно широкая. Туловище уплощенное. По бокам имеются 13—15 канавок. Имеет сильные лапы с перепонками между пальцами и мускулистый хвост. Окраска спины варьирует от светло- до тёмно-коричневого цвета. Брюхо обычно белое с серыми или желтоватыми оттенками.
Любит лесистую и горную местность. Встречается на высоте до 1500 метров над уровнем моря. С помощью расширенных концов пальцев и хвоста хорошо лазает по деревьям. Её укрытия часто находятся в дуплах или древесных гнёздах грызунов. Иногда в дупле или гнезде скапливается десяток этих саламандр. Опираясь на хвост, древесная саламандра может совершать прыжки, превышающие длину её тела. Питается пауками, насекомыми, моллюсками, червями, древесными грибами. Древесная саламандра издаёт звуки, похожие на глухой, но громкий писк.
В июле-сентябре самка откладывает в дупла или под отставшей корой от 12 до 24 яиц, и оба родителя охраняют кладку, активно её защищая: это единственная саламандра, которая бросается и кусает протянутую к яйцам руку. Личинка не имеет внешних жабр и жаберных щелей, не умеет плавать, в этом отношении ничем не отличаясь от взрослых. В большом яйце, диаметром около 4 мм личинка проходит полный цикл своего развития, только через 1 год после появления саламандра оставляет своё укрытие.
Вид распространён в США (штат Калифорния) и Мексике (штат Нижняя Калифорния).